# Gastrochilus affinis
Gastrochilus affinis es una especie de orquídea que se encuentra en Asia.

## Descripción
Es una planta diminuta, que prefiere el clima fresco, de hábitos epifitas con un tallo colgante envuelto con las hojas dísticas, oblongo-lanceoladas a sub-espatuladas, dentadas y carnosas, hojas sésiles articuladas. Florece en la primavera en una inflorescencia breve racemosa, delgada, glabra, con 2 a 3 flores con forma triangular a ovadas, y brácteas florales subagudas.

## Distribución y hábitat
Se encuentra en la cordillera del Himalaya chino, el Himalaya oriental y Nepal en los árboles en los bosques a elevaciones de 2300 a 3000 metros. 

## Taxonomía
Gastrochilus affinis fue descrita por (King & Pantl.) Schltr. y publicado en Repertorium Specierum Novarum Regni Vegetabilis 12: 314. 1913.
Etimología
Gastrochilus, (abreviado Gchls.): nombre genérico que deriva de la latinización de dos palabras griegas: γαστήρ, γαστρός (Gast, gasterópodos), que significa "matriz" y χειλος (Kheili), que significa "labio", refiriéndose a la forma globosa del labio.
affinis: epíteto latino que significa "afín, similar".
sinonimia
- Saccolabium affine King & Pantl. (basónimo)[3][4]